# Wozownia Królewska na Wawelu
Wozownia Królewska – nieistniejący jednopiętrowy budynek na wzgórzu wawelskim w Krakowie, wykorzystywany na przechowywanie powozów i karet.
Jednopiętrowy budynek Wozowni zbudowano w XVII wieku w stylu barokowym. Znajdował się pomiędzy budynkiem Kuchni Królewskich a mieszkaniem klucznika przy Bramie Berecciego, oddzielony od wschodu wąskim dziedzińczykiem od mieszkania podrzęczego wielkorządcy krakowskiego ("Podrzęctwo"). Na zachód od wozowni wznosiły się XVIII-wieczne Stajnie Królewskie, które były od niego oddzielone kolejnym niewielkim dziedzińcem. W 1806 roku budynek Wozowni został nadbudowany przez Austriaków o drugie piętro i scalony w jeden gmach z Kuchniami królewskimi i przeznaczony na lazaret wojskowy. W latach 1940–1943 cały zespół został przebudowany na biura.